# Manteca de almendra
La manteca de almendra (también conocido como crema de almendra en zonas de Latinoamérica) es una pasta comestible hecha de almendras. Puede tener una textura crocante o cremosa. Las almendras tienen un alto número de ácidos grasos monoinsaturados, los cuales se considera más saludables que los ácidos grasos saturados. Son fuente de vitamina E y magnesio, así como de fibra. Contienen grasas insaturadas, proteínas, potasio, calcio, fósforo y hierro.